# 172947 Baeyens
172947 Baeyens è un asteroide della fascia principale. Scoperto nel 2005, presenta un'orbita caratterizzata da un semiasse maggiore pari a 3,0025346 UA e da un'eccentricità di 0,0769018, inclinata di 11,47867° rispetto all'eclittica.
L'asteroide è dedicato alla biologa molecolare statunitense Dennis A. Baeyens.